# 岭回归
岭回归（英語：ridge regression）是一种在自变量高度相关的情况下估计多元回归模型系数的方法，它已被应用于计量经济学、化学和工程学等许多领域，也称为吉洪諾夫正则化（英語：Tikhonov regularization），以苏联数学家安德烈·吉洪諾夫的名字命名，是一种不适定问题的正则化方法。对于缓解线性回归中的多重共线性问题特别有用，这种问题通常出现在具有大量参数的模型中。一般来说，该方法提高了参数估计问题的效率，以换取可容忍的偏差量（参见偏差-方差权衡）。
该理论最初由Hoerl和Kennard于1970年在他们发表在《Technometrics》上的论文《RIDGE回归：非正交问题的偏差估计》（英語：RIDGE regressions: biased estimation of nonorthogonal problems）和《RIDGE回归：在非正交问题中的应用》（英語：RIDGE regressions: applications in nonorthogonal problems）中引入 。
当线性回归模型具有一些多重共线性（高度相关）自变量时，通过创建岭回归估计器（RR），岭回归被开发为解决最小二乘估计器不精确问题的可能解决方案。这提供了更精确的岭参数估计，因为其方差和均方估计量通常小于先前导出的最小二乘估计量。